# Eupithecia borealis
Eupithecia borealis är en fjärilsart som beskrevs av George Duryea Hulst 1898. Eupithecia borealis ingår i släktet Eupithecia och familjen mätare. Inga underarter finns listade i Catalogue of Life.